# Неоплаченный долг
«Неоплаченный долг» — советский художественный фильм 1959 года режиссёра Владимира Шределя.
Фильм снят по повести Юрия Нагибина «Слезай, приехали…», при этом «многие образы, едва намеченные в рассказе, получили развитие, иные же возникли как бы из междустрочного полубытия и стали фигурами во плоти».

## Сюжет
Зима. На маленькой станции, где дальние поезда останавливаются на одну-две минуты, старик ездовой Марушкин встречает нового агронома, молодого специалиста Люсю Кречетову. Поначалу она с любопытством присматривается к новым людям, к новой жизни. Но очень скоро её начинают раздражать мелочи: то погаснет свет, то нет воды. Она не замечает увлечённости, с которой работают её новые знакомые — девушка-почтальон, влюбленный в неё однокурсник-садовод, новый председатель колхоза, чувствующий себя хозяином района старик Марушкин. Думая и заботясь лишь о своём благополучии, Люся бросает всё и уезжает.

## В ролях
- Элеонора Прохницкая — Люся
- Даниил Ильченко — Марушкин, ездовой
- Нина Антонова — Лёля Конюшкова
- Виктор Маркин — «начальник»
- Борис Владимиров — Лютиков
- Сергей Сибель — Пётр Ширяев
- Борис Новиков — «Гамлет»
- Майя Забулис — Марина
- Всеволод Санаев — Алексей Окунчиков
- Владимир Самойлов — Жгутов, председатель колхоза
- Анастасия Георгиевская — Кочеткова

## Съёмочная группа
- Автор сценария: Юрий Нагибин
- Режиссёр: Владимир Шредель
- Оператор: Самуил Рубашкин
- Художник: Виктор Савостин
- Композитор: Исаак Шварц
- Звукорежиссёр: Ирина Черняховская

## Песня из фильма
В фильме впервые прозвучала песня «Проходные дворы» (музыка — Исаак Шварц, стихи — Михаил Светлов) в исполнении Элеоноры Прохницкой, игравшей в фильме главную роль.
Для Исаака Шварца это была вторая песня, написанная для кино, но стала настолько популярной, что уже через неделю после выхода фильма он услышав как её поют на набережной ленинградские студенты и по его словам «испытал авторское чувство».
Слова написаны Михаилом Светловым в гостинице «Астория» (в номере с окнами прямо над входом): режиссёр, устав ждать стихов, вызвал поэта в Ленинград и запер его в номере на ключ.

## Критика
В журнале ЦК КПСС «Партийная жизнь» фильм был подвергут резкой критике: «Профессиональными критиками много претензий было предъявлено к картине. Претензии эти, бесспорно, имеют под собой почву. В фильме есть много изъянов: фильм носит печать этюдности, нет в нём настоящего кинематографического развития, неудачен подбор артистов на некоторые роли. Постановщик картины тов. Шредель механически пошёл за текстом литературного произведения Ю.Нагибина».